# Anthony E. Foscolos
Anthony E. Foscolos (* 15. Mai 1930) ist ein griechischer Geologe, der zu Tonmineralien sowie Spurenelementen der griechischen Braunkohle forschte. 
Foscolos studierte 1948–1953 Anorganische und Organische Geochemie der Sedimente an der Fakultät für Land- und Forstwirtschaft der Aristoteles-Universität bis zum Bachelor. Er diente dann am Landwirtschaftsministerium als Agronom im Dienste der Land Rekultivierung. 1960 setzte er sein Studium an der Fakultät für Bodenkunde an der University of California, Berkeley fort, erwarb 1964 den M.Sc. und 1966 den Ph.D. 
Von 1966 bis 1985 war er Direktor des Labors für Mineralogie und mineralischen Geochemie am Institut für Sedimentgeologie und Öl des Geological Survey of Canada. Ab 1975 war er sowohl Berater des UNDP (Entwicklungsprogramm der Vereinten Nationen) als auch Titularprofessor am Department für Geographie und Archäologie der University of Calgary. 
Von 1985 bis 1997 war er Professor am Institut für Mineralressourcen der Technischen Universität Kreta in Chania. Dabei wirkte er auch als Mitglied des Executive Committee, Vizepräsident und ab 1995 als Präsident des Mineral Resources Engineering Department und Senatsmitglied. 